# Fenpropathrine
La fenpropathrine est un acaricide (pyréthrinoïde).